# Kardymovsky (huyện)
Huyện Kardymovsky (tiếng Nga: Кардымовский район) là một huyện hành chính tự quản (raion), của Tỉnh Smolensk, Nga. Huyện có diện tích 1086 kilômét vuông, dân số thời điểm ngày 1 tháng 1 năm 2000 là 13200 người. Trung tâm của huyện đóng ở Kardymovo.